# Homoroselaps dorsalis
Homoroselaps dorsalis är en ormart som beskrevs av Smith 1849. Homoroselaps dorsalis ingår i släktet Homoroselaps och familjen Atractaspididae. IUCN kategoriserar arten globalt som nära hotad. Inga underarter finns listade i Catalogue of Life.
Denna orm förekommer i Sydafrika och Swaziland. Den lever i låglandet och i bergstrakter upp till 1800 meter över havet. Arten vistas i gräsmarker och den lever delvis underjordisk.